# Stigmella microtheriella
Espèce
Stigmella microtheriella est une espèce de lépidoptères (papillons) de la famille des Nepticulidae, de la sous-famille des Nepticulinae. Ses chenilles minent les feuilles du Charme commun.